# Cambará
Cambará est une municipalité brésilienne située dans l'État du Paraná.